# ヒップポップ
ヒップポップ（Hip-Pop）とは、日本でヒップホップとJ-POPの言葉から組み合わさりできた音楽ジャンルの造語である。

## 概要
日本の音楽業界では、音楽ジャンルがヒップホップでなくてもラップを用いるアーティストも多く存在する。
ヒップポップは普段ヒップホップを聴かない一般の人々にも馴染みやすい。
自分自身の音楽ジャンルをヒップポップと定義、または公言しているアーティスト（安室奈美恵やmihimaru GTなど）もいる。上記に挙げたアーティストでも、ヒップポップの解釈はそれぞれ異なっており、安室奈美恵の場合はヒップホップやR&Bのサウンドに非常に近い形でJ-POPのエッセンスを加えているのに対し、mihimaru GTの場合は歌謡曲にラップの要素を加えている。

## 関連作品
- 安室奈美恵『Queen of Hip-Pop』 - 同タイトルの楽曲も収録されている。
- mihimaru GT『気分上々↑↑』 - 歌詞にヒップポップのワードが登場する。
- 嵐『COOL & SOUL』 - 歌詞にヒップポップのワードが登場する。
- 櫻井翔『Hip Pop Boogie』